# 光滑四极虫
光滑四极虫（学名：Chloromyxum labricum）为四极科四极虫属的动物。在中国，分布于浙江等，营寄生生活，寄生在蒙古红鲌的胆囊。